# Great Dod
Great Dod är ett berg i Storbritannien.   Det ligger i grevskapet Cumbria och riksdelen England, i den centrala delen av landet, 400 km nordväst om huvudstaden London. Toppen på Great Dod är 856 meter över havet, eller 168 meter över den omgivande terrängen. Bredden vid basen är 3,4 km.
Terrängen runt Great Dod är huvudsakligen kuperad.Runt Great Dod är det ganska glesbefolkat, med 24 invånare per kvadratkilometer. Närmaste större samhälle är Penrith, 19,5 km nordost om Great Dod. Trakten runt Great Dod består i huvudsak av gräsmarker.